# П'ятдесят п'ять дерев'яних храмів Закарпаття
П'ятдесят п'ять дерев'яних храмів Закарпаття — путівник, присвячений пам'яткам дерев'яної архітектури Закарпаття.
Праця дослідника закарпатських народних шедеврів вражає бездоганністю поліграфії: кольорові світлини, якісний папір, прекрасний друк, унікальний супровідний текст, фото і навіть малюнки Михайла Сирохмана.

## Автор
Михайло Сирохман — художник, викладач, автор низки книг, ініціатор громадської акції «Врятуємо церкви Закарпаття».

## Анотація
Михайло Сирохман переконаний, що дерев'яна церква є символом українського народу, адже жодна інша християнська країна не мала і не має такої кількості й розмаїття дерев'яних храмів.
Автор до путівника склав п'ять маршрутів, які доповнено сучасними картосхемами, малюнками та великою кількістю фотографій, що, сподіваємось, полегшать мандрівникам захоплюючі подорожі мальовничим краєм.

## Маршрути
- Ужанська Долина (Ужок, Гусний, Кострина, Сіль, Чорноголова, Буківцьово, Лікіцари, Лумшори, Ужгород)
- Долина Латориці
- Міжгірська Верховина
- Готика Потисся (Гетєн, Мужієво, Бене, Четфалва, Тисобикень, Новоселиця, Дешковиця, Локіть, Сокирниця, Крайниково, Данилово, Олександрівка, Колодне, Угля, Велика Уголька, Німецька Мокра, Нижня Апша, Середнє Водяне)
- Гуцульщина